# Metopobactrus nadigi
Metopobactrus nadigi là một loài nhện trong họ Linyphiidae.
Loài này thuộc chi Metopobactrus. Metopobactrus nadigi được Konrad Thaler miêu tả năm 1976.